# Rodney Wallace (giocatore di football americano)
Rodney Wallace (Pueblo, 10 febbraio 1940 – 21 luglio 2013) è stato un giocatore di football americano statunitense che ha giocato nel ruolo di offensive lineman per tutta la carriera con i Dallas Cowboys della National Football League (NFL).

## Carriera professionistica
Dopo avere giocato al college all'Università del New Mexico, Wallace fu scelto dai Dallas Cowboys dell'allenatore Tom Landry nel corso del decimo giro (259º assoluto) del Draft NFL 1971. Nella sua stagione da rookie disputò 11 partite, vincendo il Super Bowl VI. Disputò tre stagioni come professionista in Texas, scendendo in campo complessivamente in 37 partite.

## Palmarès

### Franchigia
- Super Bowl : 1

Dallas Cowboys: VI
- National Football Conference Championship: 1

Dallas Cowboys: 1971

## Statistiche
| Partite totali | 37 |